# Arlington, Minnesota
Arlington là một thành phố thuộc quận Sibley, tiểu bang Minnesota, Hoa Kỳ. Năm 2010, dân số của thành phố này là 2233 người.

## Dân số
- Dân số năm 2000: 2048 người.
- Dân số năm 2010: 2233 người.